# На випробувальному терміні
«На випробувальному терміні» (англ. On Probation)- американська драма 1935 року режисера Чарльза Хатчісона. Головні ролі зіграли Монте Блю, Люсіль Браун та Вільям Бейквелл .

## У ролях
- Монте Блю — Ел Мюррей
- Люсіль Браун — Джейн Мюррей
- Вільям Бейквелл — Білл Коулман
- Барбара Бедфорд — Мейбл Гордон
- Метью Бец — Ден
- Едвард ЛеСент — суддя
- Бетті Джейн Грем — Джейн у віці 12 років
- Артур Лофт — Бенсон
- Генрі Рокмор — Ламберт
- Ллойд Інграхем — Горн
- Король Кеннеді — Кларенс
- Маргарет Філі — жінка Фегена